# 胡志强 (1962年)
胡志强（1962年5月—），男，汉族，湖北鄂州人，中华人民共和国政治人物，曾任中共武汉市委常委、组织部长，中共湖北省委组织部常务副部长，现任湖北省人大常委会副主任。